# 32-ге командування протиповітряної і протиракетної оборони
32-ге командування протиповітряної і протиракетної оборони (англ. 32nd Army Air and Missile Defense Command, 32nd AAMDC) — багатокомпонентна організація протиповітряної та протиракетної оборони армії США, призначена для розгортання у 72-годнний термін на будь-якому театрі воєнних дій по всьому світу. 32-га AAMDC командує бригадами ППО вищого рівня та іншими виділеними силами. Чотири бригади — 11-та, 31-ша, 69-та і 108-ма — входять до штату цього Командування. Завдяки налагодженій та апробованій системі підготовки та тренувань усі підрозділи ППО готові виконати свою місію протиповітряного захисту від ракетного нападу — «будь-де та будь-коли» в інтересах командувача на театрі, що веде бойові дії.
32-ге командування ППО і ПРО базується на військовій базі Форт Блісс у штаті Техас і перебуває під оперативним управлінням Командування силами армії США. Поточні армійські документи дозволу передбачають чотири AAMDC (три активних компонента та один резервний компонент).
Оперативний центр протиракетної оборони на ТВД функціонує як штаб командування повітряного компоненту Об'єднаних сил і відповідає за планування, координацію та інтеграцію ракетних операцій на театрі. Центр поділяється на дві складові: одна перебуває у штабі 9-ї повітряної армії на ТВД і друга — у штабі 32-го Командування ППО та ПРО у Форті Блісс. Під час навчань або у воєнний час 32-ге командування розташовується в Об'єднаному повітряному центрі (JAOC) і координує та синхронізує операції з 9-ю повітряною армією. Крім того, він надсилає оперативні групи напряму до окремих зенітних бригад. Спільно розробляється та затверджується стратегія дії. За допомогою визначених ресурсів об'єднана розвідка визначає бойовий порядок ракет на театрі бойових дій противника, оперативні моделі та методи, можливості та слабкі сторони, ймовірні зони дії та іншу інформацію, яку можна використовувати у власних інтересах.

Організаційно-штатна структура 32-го командування протиповітряної і протиракетної оборони за станом на 2019 рік

## Склад
- 11-та зенітна ракетна бригада, Форт Блісс
- 31-ша зенітна ракетна бригада, Форт Сілл
- 69-та зенітна ракетна бригада, Форт Кавазос
- 108-ма зенітна ракетна бригада, Форт Ліберті